# Joué-lès-Tours
Joué-lès-Tours je francouzské město v departementu Indre-et-Loire v regionu Centre-Val de Loire. Žije zde přibližně 38 tisíc obyvatel.

## Poloha obce
Město leží v těsném sousedství s městem Tours a je součástí jeho aglomerace.

### Sousední obce
| Růžice kompasu | La Riche           | Tours          |                    | Růžice kompasu |
| Růžice kompasu | Ballan-Miré        | Sever          | Chambray-lès-Tours | Růžice kompasu |
| Růžice kompasu | Ballan-Miré        | Joué-lès-Tours | Chambray-lès-Tours | Růžice kompasu |
| Růžice kompasu | Ballan-Miré        | Jih            | Chambray-lès-Tours | Růžice kompasu |
| Růžice kompasu | Artannes-sur-Indre | Monts          | Veigné             | Růžice kompasu |